# Sinop
Sinop (altgriechisch Σινώπη Sinópē, historisch Sinope), Hafenstadt und Badeort am Schwarzen Meer, ist die Hauptstadt der gleichnamigen türkischen Provinz Sinop im Norden Anatoliens. Sinop ist zugleich Zentrum eines direkt dem Gouverneur unterstellten Kreises, dem zentralen Landkreis (Merkez).

## Geographie
Sinop ist die nördlichste Kreisstadt Anatoliens und liegt ca. 300 Kilometer (Luftlinie) nordöstlich von Ankara. Die Stadt wird von der Schwarzmeerküstenstraße (D 10) tangiert und besitzt einen eigenen Flughafen.
Der zentrale Landkreis (Merkez) ist zugleich der nördlichste Landkreis Anatoliens grenzt an den Kreis Erfelek im Westen, den Kreis Boyabat im Süden und den Kreis Gerze im Südosten. Er ist der bevölkerungsreichste der Provinz und besteht neben der Kreisstadt aus 38 Dörfern (Köy) mit durchschnittlich 307 Bewohnern. Abalı (1004), Dibekli (807), Demirci (666) und Çiftlik (602) sind die größten, 14 Dörfer haben mehr Einwohner als der Durchschnitt. Vier ehemalige Dörfer (Bostancılı, Korucuk, Ordu und Osmaniye) wurden 2018 als eigene Stadtviertel (Mahalle) in die Stadt Sinop eingegliedert.
Mit einer Bevölkerungsdichte von 148,2 Einw. je km² liegt der Kreis beim fast Vierfachen des Provinzwertes, der urbane Bevölkerungsanteil beträgt 82,17 Prozent.

### Klimatabelle
|                        | Jan  | Feb  | Mär  | Apr  | Mai  | Jun  | Jul  | Aug  | Sep  | Okt  | Nov  | Dez  |   |       |
| Mittl. Temperatur (°C) | 7,0  | 6,3  | 7,5  | 10,6 | 14,9 | 19,9 | 23,0 | 23,4 | 20,1 | 16,3 | 12,1 | 9,0  | ⌀ | 14,2  |
| Mittl. Tagesmax. (°C)  | 9,7  | 9,4  | 10,7 | 14,2 | 18,4 | 23,3 | 26,2 | 26,8 | 23,5 | 19,5 | 15,2 | 11,8 | ⌀ | 17,4  |
| Mittl. Tagesmin. (°C)  | 4,7  | 3,9  | 5,1  | 8,0  | 12,2 | 16,9 | 20,0 | 20,6 | 17,5 | 13,9 | 9,5  | 6,6  | ⌀ | 11,6  |
|                        |      |      |      |      |      |      |      |      |      |      |      |      |   |       |
| Niederschlag (mm)      | 72,6 | 52,0 | 51,7 | 37,3 | 33,9 | 36,7 | 39,6 | 42,3 | 65,3 | 98,2 | 91,8 | 83,9 | Σ | 705,3 |
|                        |      |      |      |      |      |      |      |      |      |      |      |      |   |       |
| Sonnenstunden (h/d)    | 2,2  | 3,0  | 4,0  | 5,3  | 6,6  | 8,3  | 9,1  | 8,5  | 6,6  | 4,6  | 3,1  | 2,1  | ⌀ | 5,3   |
|                        |      |      |      |      |      |      |      |      |      |      |      |      |   |       |
| Regentage (d)          | 15,1 | 12,8 | 13,1 | 11,4 | 9,9  | 8,5  | 5,9  | 6,5  | 8,7  | 12,7 | 13,0 | 15,6 | Σ | 133,2 |

| 4,7 |

| 3,9 |

| 5,1 |

| 8,0 |

| 12,2 |

| 16,9 |

| 20,0 |

| 20,6 |

| 17,5 |

| 13,9 |

| 9,5 |

| 6,6 |

| 4,7 |

| 3,9 |

| 5,1 |

| 8,0 |

| 12,2 |

| 16,9 |

| 20,0 |

| 20,6 |

| 17,5 |

| 13,9 |

| 9,5 |

| 6,6 |

### Bevölkerungsentwicklung
Nachfolgende Tabelle zeigt den vergleichenden Bevölkerungsstand am Jahresende für die Provinz, den zentralen Landkreis und die Stadt Sinop sowie den jeweiligen Anteil an der übergeordneten Verwaltungsebene. Die Zahlen basieren auf dem 2007 eingeführten adressbasierten Einwohnerregister (ADNKS).

| Jahr | Provinz | Landkreis    | Landkreis | Stadt        | Stadt   |
| Jahr | absolut | anteilig (%) | absolut   | anteilig (%) | absolut |
| ---- | ------- | ------------ | --------- | ------------ | ------- |
| 2020 | 216.460 | 30,25        | 65.489    | 82,17        | 53.813  |
| 2019 | 218.243 | 30,17        | 65.845    | 82,41        | 54.260  |
| 2018 | 219.733 | 29,37        | 64.544    | 81,86        | 52.837  |
| 2017 | 207.427 | 30,47        | 63.205    | 66,83        | 42.242  |
| 2016 | 205.478 | 30,03        | 61.708    | 67,07        | 41.386  |
| 2015 | 204.133 | 29,82        | 60.880    | 66,80        | 40.667  |
| 2014 | 204.526 | 29,13        | 59.571    | 65,87        | 39.239  |
| 2013 | 204.568 | 28,35        | 58.005    | 66,30        | 38.459  |
| 2012 | 201.311 | 28,51        | 57.399    | 67,20        | 38.571  |
| 2011 | 203.027 | 27,93        | 56.711    | 68,25        | 38.705  |
| 2010 | 202.740 | 27,47        | 55.686    | 67,72        | 37.708  |
| 2009 | 201.134 | 27,37        | 55.056    | 66,72        | 36.734  |
| 2008 | 200.791 | 26,69        | 53.584    | 66,05        | 35.393  |
| 2007 | 198.412 | 26,54        | 52.667    | 65,99        | 34.755  |

### Volkszählungsergebnisse
Zu den Volkszählungen liegen folgende Bevölkerungsangaben über die Stadt, den Kreis, die Provinz und das Land vor: Ein Teil der Werte (1960 und davor sowie 1997) wurden PDF-Dokumenten entnommen, die über die Bibliothek des TÜIK abruf- und downloadbar sind.
| Region                     | 1945        | 1950        | 1955        | 1960        | 1965        | 1970        | 1975        | 1980        | 1985        | 1990        | 1997        | 2000        |
| -------------------------- | ----------- | ----------- | ----------- | ----------- | ----------- | ----------- | ----------- | ----------- | ----------- | ----------- | ----------- | ----------- |
| Stadt (Şehir)              | 4.995       | 5.780       | 7.307       | 10.214      | 13.354      | 15.096      | 16.098      | 18.328      | 23.148      | 25.537      | 28.257      | 30.502      |
| zentraler Kreis (Merkez)00 | 40.721      | 45.064      | 50.677      | 33.751      | 38.663      | 37.979      | 39.056      | 42.745      | 47.437      | 49.844      | 37.259      | 49.839      |
| Provinz (İl)               | 205.276     | 225.621     | 239.027     | 249.730     | 266.069     | 265.655     | 267.605     | 276.242     | 280.140     | 265.153     | 214.925     | 225.574     |
| Türkei                     | 018.790.174 | 020.947.188 | 024.064.763 | 027.754.820 | 031.391.421 | 035.605.176 | 040.347.719 | 044.736.957 | 050.664.458 | 056.473.035 | 062.865.574 | 067.803.927 |

## Geschichte
Sinope hat über mehrere Jahrtausende eine bedeutende Rolle als Kultur- und Handelszentrum am Schwarzen Meer gespielt. Die ältesten Spuren menschlicher Besiedlung stammen aus der Bronzezeit. Sinope war eine frühe Schwarzmeerkolonie der an der Westküste Kleinasiens gelegenen griechischen Stadt Milet. Die ältesten archäologischen Zeugnisse griechischer Besiedlung stammen aus dem späten 7. Jahrhundert v. Chr., was zu dem von Eusebius überlieferten Gründungsjahr 631 v. Chr. passt. Die Historizität einer noch deutlich früheren ersten Gründung vor der Mitte des 8. Jahrhunderts v. Chr., die einige antike Autoren erwähnen (Pseudo-Skymnos, indirekt Strabon), ist in der modernen Forschung umstritten.

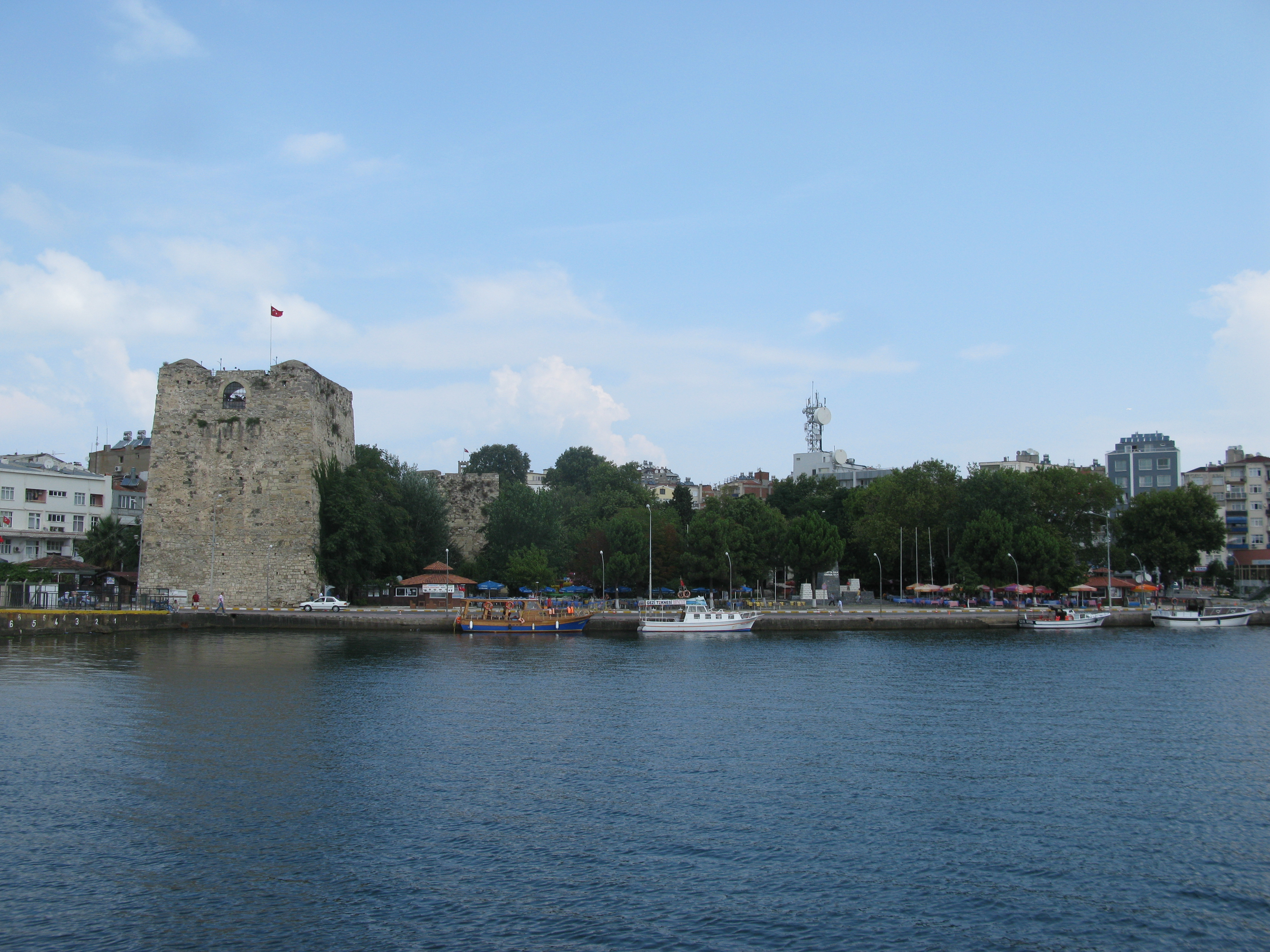
Sinop vom Hafen aus gesehen

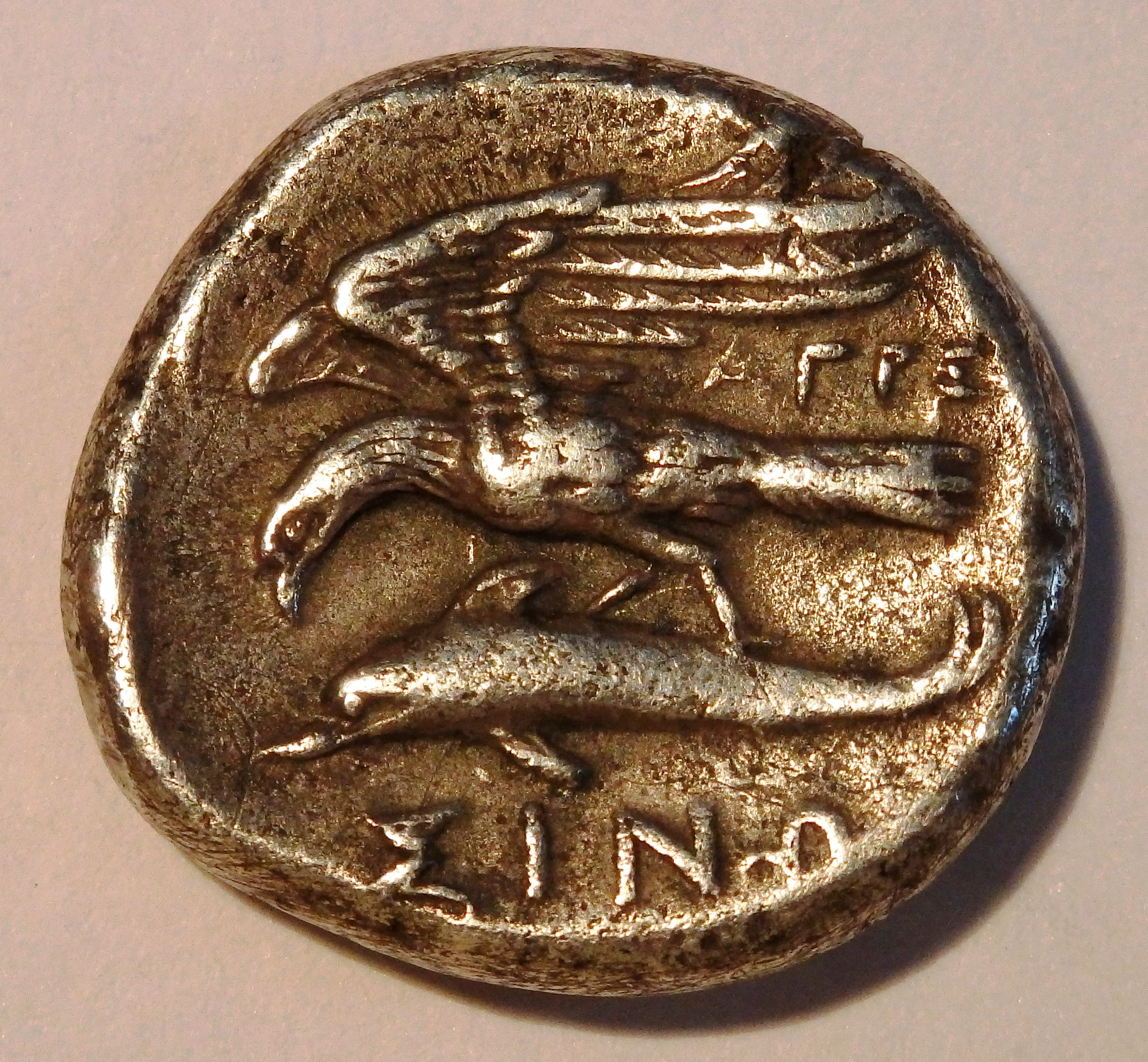
Drachme aus Sinope, Adler über Delphin, ca. 365-322 v. Chr. geprägt
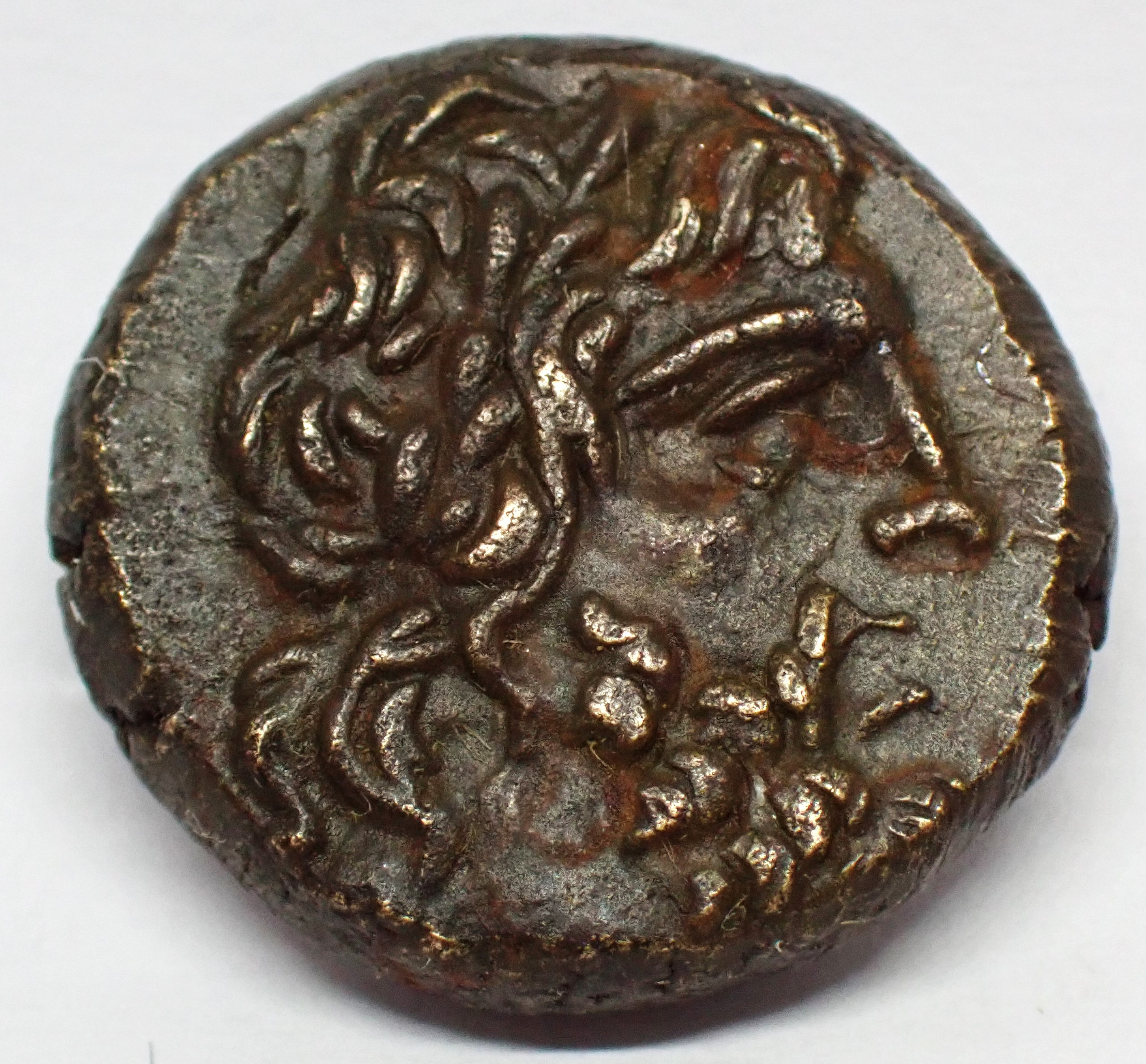
Bronzemünze aus Amisos Zeuskopf, ca. 120–80 v. Chr.
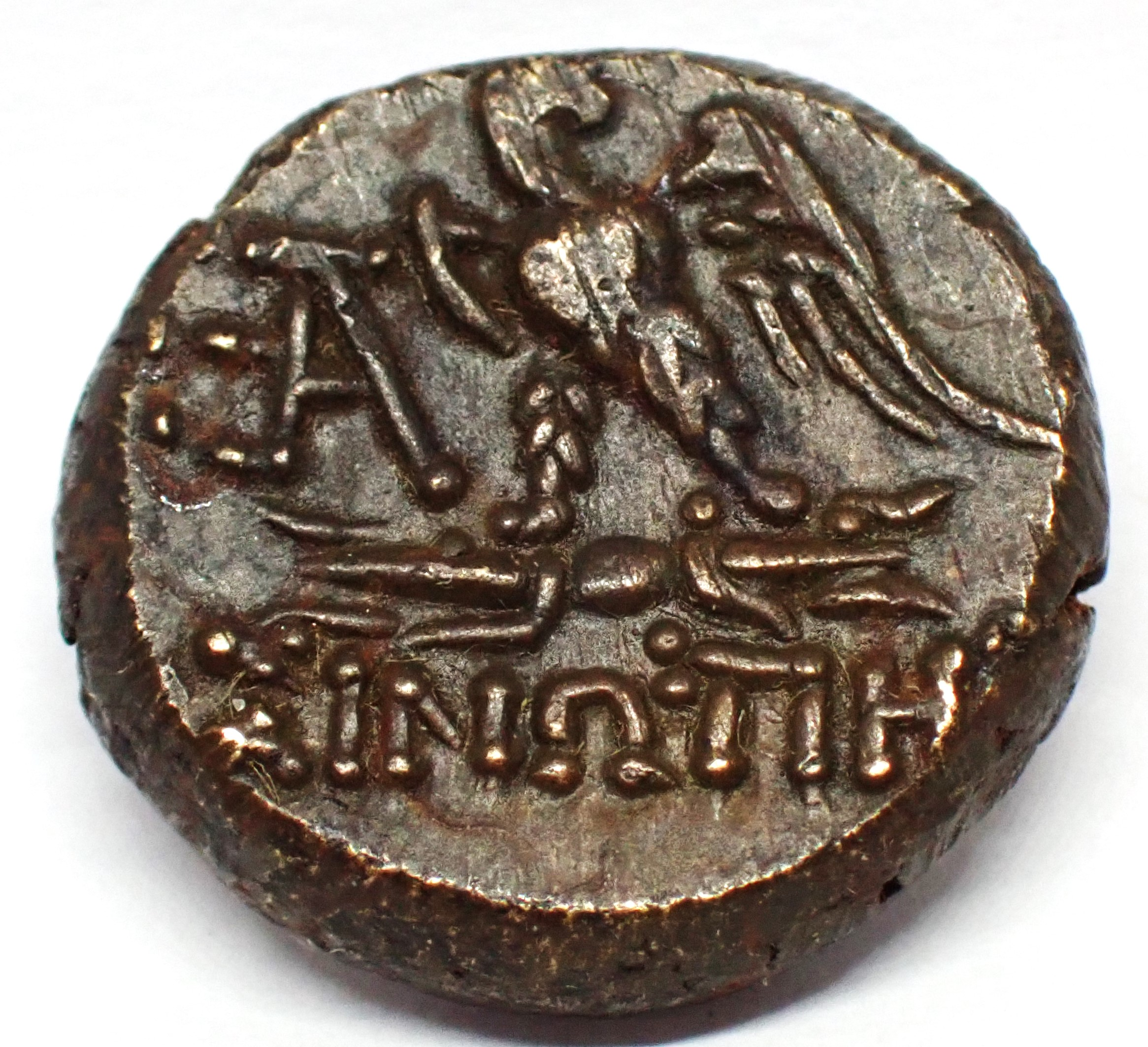
Rückseite der Münze mit Adler auf Blitz über Stadtnamen

Nach diesen Berichten hätten sich die Thessalier Autolykos, Deileon und Phlogios dort niedergelassen, nachdem sie sich an einem Feldzug gegen die Amazonen beteiligt hatten. Wenig später, noch vor Eintreffen der Kimmerer, sei es zu einer Neugründung durch den Milesier Abrondas gekommen. Eine sehr frühe erste Gründung könnte aus einer Stelle bei Strabon erschlossen werden, in der es heißt, dass in Sinope Autolykos als Stadtgründer verehrt worden sei und erst später eine Neugründung durch Milet erfolgte. Träfe das frühe erste Gründungsdatum zu, wäre Sinope die älteste griechische Kolonie im Schwarzmeergebiet. Im 7. Jahrhundert v. Chr. ließen sich Kimmerer, die um 700 v. Chr. in Kleinasien eingefallen waren, unter anderem „in der Gegend um Sinope“ nieder. Dabei sollen sie die frühen griechischen Kolonisten vertrieben haben. Ein kimmerisches Grab, das die Anwesenheit der Kimmerier in dieser Gegend belegt, wurde vor einigen Jahren südlich von Sinop entdeckt. Nach der Vertreibung der Kimmerer durch die Lyder im letzten Drittel des 7. Jahrhunderts wäre es dann zur Besiedlung durch Milesier gekommen.
Sinope wurde zu einer der bedeutendsten Kolonien, und es wurden viele weitere Kolonien entlang der Schwarzmeerküste – so namentlich Amisos (das heutige Samsun), Kerasous (Giresun) und Trapezous (Trabzon) – von Sinope aus gegründet, die es selbst zu großer Bedeutung brachten. Sinope prägte auf seinen Münzen häufig die Nymphe Sinope auf der Vorderseite und einen Seeadler über einem Delphin auf der Rückseite.
183 v. Chr. eroberte Pharnakes I. Sinope und machte es zur Hauptstadt des Königreichs Pontos. Nach der Niederlage des pontischen Königs Mithridates VI. 64 v. Chr. gegen den römischen Feldherrn Gnaeus Pompeius Magnus verleibten die Römer Pontos in ihr Reich ein, und der Einfluss Sinopes nahm ab. Gaius Iulius Caesar ernannte Sinope um das Jahr 45 v. Chr. zur Colonia, was mit der Ansiedlung römischer Bürger einherging.

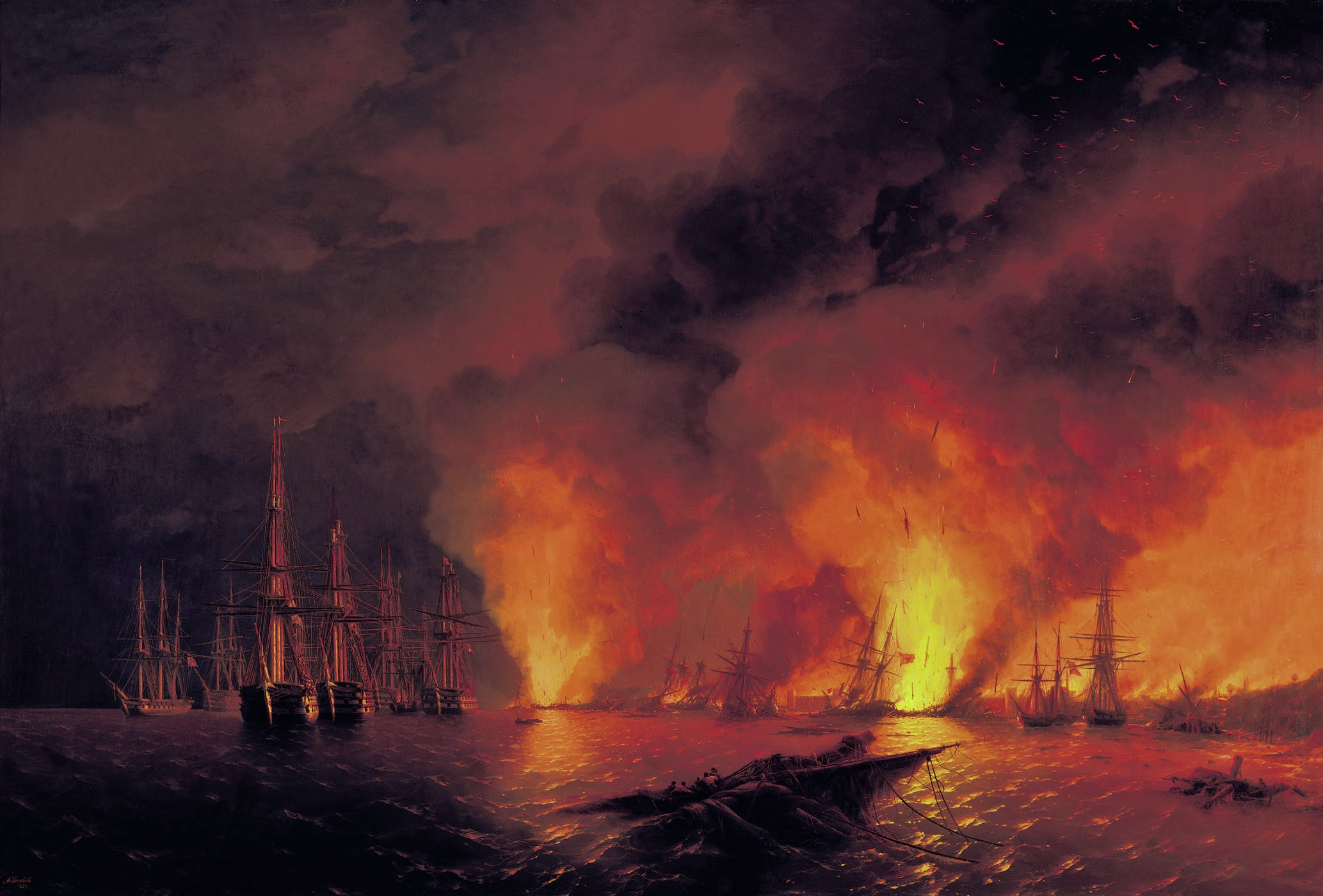
Die Schlacht bei Sinope. Ölgemälde von Iwan Aiwasowskij im Stil der Romantik, 1853

Nachdem die Seldschuken die Stadt im Jahre 1214 eingenommen hatten, gewann die Stadt wieder an Bedeutung und gehörte seit 1458 zum Osmanischen Reich. Nach der vernichtenden Seeschlacht von Lepanto im Jahre 1571 ließ der osmanische Sultan Selim II. in Sinope mehrere hundert Schiffe für die Flotte des Reiches bauen. Dafür wurden Arbeiter aus dem gesamten Osmanischen Reich nach Sinope gebracht, von denen sich viele in der Region ansiedelten. Sie trugen, wie auch Griechen (Pontosgriechen), Tscherkessen, Georgier, Bulgaren und Türken, zur kulturellen Vielfalt bei.
Am 30. November 1853, kurz nach Ausbruch des Krimkrieges, griff die russische Schwarzmeerflotte unter Vizeadmiral Nachimow den osmanischen Hafen Sinope mit Sprenggranaten an und schoss sämtliche dort liegenden Schiffe in Brand. Dabei brannten große Teile der Stadt nieder. Das Geschehen ist als Seeschlacht bei Sinope bekannt geworden.

## Bedeutung für die Kunstgeschichte
Die Kreideproduktion aus der Gegend um Sinope war für Vorzeichnungen in der Malerei, besonders für die Freskenmalerei der italienischen Renaissance von großer Bedeutung. Aus Sinope bezogen die Maler eine besondere ockerfarbene Kreide, mit der sie Skizzen und Vorzeichnungen anfertigten. Das Pigment und die damit hergestellten Zeichnungen werden Sinopia oder Sinopie genannt (vgl. das Sinopienmuseum in Pisa).
In Sinop befindet sich die Balatlar-Kirche aus dem 7. Jahrhundert.

## Persönlichkeiten
- Diogenes (etwa 400–323 v. Chr.), kynischer Philosoph
- Diphilos (Dichter) (um 355 v. Chr. – nach 289 v. Chr.), griechischer Dichter der neuen Komödie
- Mithridates VI. (132–63 v. Chr.), König von Pontos
- Marcion (vor 100–160 n. Chr.), christlicher Theologe
- Phokas von Sinope († 117 oder 303), christlicher Heiliger
- Rıza Nur (1879–1942), Politiker
- Necmettin Erbakan (1926–2011), Ministerpräsident
- Ümit Güney (1954–2022), türkisch-deutscher Lektor, Herausgeber und Übersetzer
- Hasan Özdemir (* 1964), Fußballspieler und -trainer
- Hakan Ünsal (* 1973), Fußballspieler
- Beste Kökdemir (* 1993), Schauspielerin